# جوآنا سدیا
جوآنا کامپوس سدیا (متولد ۲۱ ژوئن 2001) یوتیوبر، وبلاگ نویس، شناگر و دونده سابق برزیلی-کانادایی است. سدیا که نامزد دریافت جایزه Streamy و جوایز شرتی است، به خاطر حس طنزآمیز خود شناخته شده‌است و به دلیل کارش در یوتیوب که مخاطبان نوجوان را هدف قرار داده‌است، شهرت دارد.
در ۳۰ اکتبر ۲۰۲۱، کانال یوتیوب و حساب اینستاگرام سدیا حذف شد. دلایل حذف ناشناخته باقی مانده‌است. پس از حذف کانال یوتیوب و حساب اینستاگرامش در ۳۰ اکتبر ۲۰۲۱، سدیا دیگر در هیچ پلتفرم رسانه اجتماعی حضور ندارد.

## اوایل زندگی
جوآنا کامپوس سدیا در ۲۱ ژوئن ۲۰۰۱ در ریودوژانیرو، برزیل، در خانواده دنیلسه کامپوس (ژیمناستیک حرفه‌ای سابق و نماینده برزیل در مسابقات قهرمانی ژیمناستیک هنری آمریکای جنوبی در سال‌های ۱۹۸۰ و ۱۹۸۲) و رولاندو سدیا (دانشیار دانشکده حرکت‌شناسی و علوم سلامت در دانشگاه یورک) به دنیا آمد. سدیا در حال حاضر در تورنتو زندگی می‌کند و در آنجا فیزیک و ستاره‌شناسی می‌خواند.
سدیا در مسابقات شنای مدارس شرکت کرده و برنده مدال طلای OFSAA است. او پس از آسیب دیدگی، از دنبال کردن حرفه ای این رشته دست برداشت.